# Julia Birley
Julia Birley (geboren als Julia Davies 13. Mai 1928 in London; gestorben 2014 in Leicester) war eine britische Schriftstellerin.  

## Leben
Julia Davies war die älteste Tochter der Schriftstellerin Margaret Kennedy (1896–1967) und des Barrister David Davies (1889–1964), sie hatte zwei Geschwister. 
Davies heiratete 1954 den Psychiater Jim Birley (1928–2013), sie hatten vier Kinder. Sie lebten seit 1991 in Herefordshire. Birley schrieb Romane und Kurzgeschichten und beteiligte sich an der Edition von Neuausgaben der Romane ihrer Mutter.

## Werke (Auswahl)
- The children on the shore. A novel. London: Hamilton, 1958
- When you were there. London: Bles, 1963
- A serpent's egg. London: Bles, 1966
- The People Down Below. 1971
  - Die Lauernden. Übersetzung Helmut W. Peschin. In: David A. Sutton (Hrsg.): Solo für einen Kannibalen. Rastatt: Pabel, 1976, S. 112–126
- The Trees So High. 1976
  - Bäume, Bäume, Bäume? 1982
- Dr. Spicer. United Writers, 1988